# Wilcox (Nebraska)
Wilcox é uma vila localizada no Estado americano de Nebraska, no Condado de Kearney.

## Demografia
Segundo o censo americano de 2000, a sua população era de 360 habitantes.
Em 2006, foi estimada uma população de 346, um decréscimo de 14 (-3.9%).

## Geografia
De acordo com o United States Census Bureau, a localidade tem uma área de 1,4 km², sem área coberta por água. Wilcox localiza-se a aproximadamente 683 m acima do nível do mar.

## Localidades na vizinhança
O diagrama seguinte representa as localidades num raio de 20 km ao redor de Wilcox.